# Sackabfuhr (Hamburg)

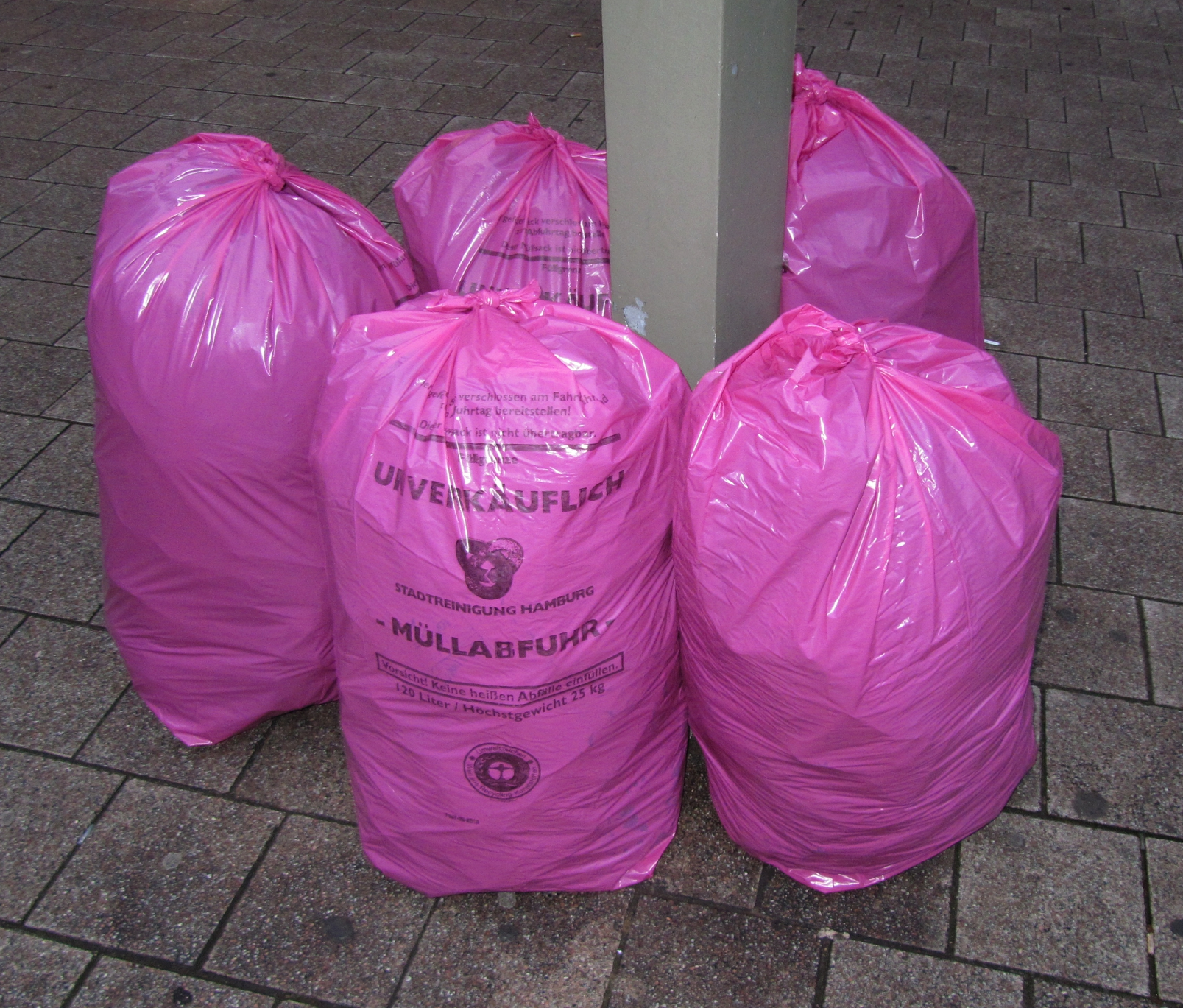
Spezielle Müllsäcke für die Sackabfuhr in Hamburg (2016)

Die Sackabfuhr ist eine besondere Form der regulären, staatlich organisierten Müllentsorgung mit lila- bzw. rosafarbenen oder roten Müllsäcken in Hamburg, die für Haushalte durchgeführt wird, bei denen aus baulichen oder sonstigen Gründen keine Mülltonnen aufgestellt werden können. Sie ist von der ergänzenden, gelegentlichen Nutzung von gewöhnlichen Müllsäcken oder der Verwendung von kostenpflichtigen „Weißen Säcken“ zur zusätzlichen, sackweise bezahlten Abfuhr in Hamburg abzugrenzen. Wegen der landesweiten Bedeutung der Sackabfuhr für die Hygiene in der Stadt, die Mülltrennung und das Image Hamburgs ist sie seit mehr als dreißig Jahren regelmäßig Gegenstand parlamentarischer Debatten und Initiativen in der Hamburgischen Bürgerschaft, dem Landesparlament, sowie den sieben Bezirksversammlungen.

## Ursachen, Beschreibung und Durchführung

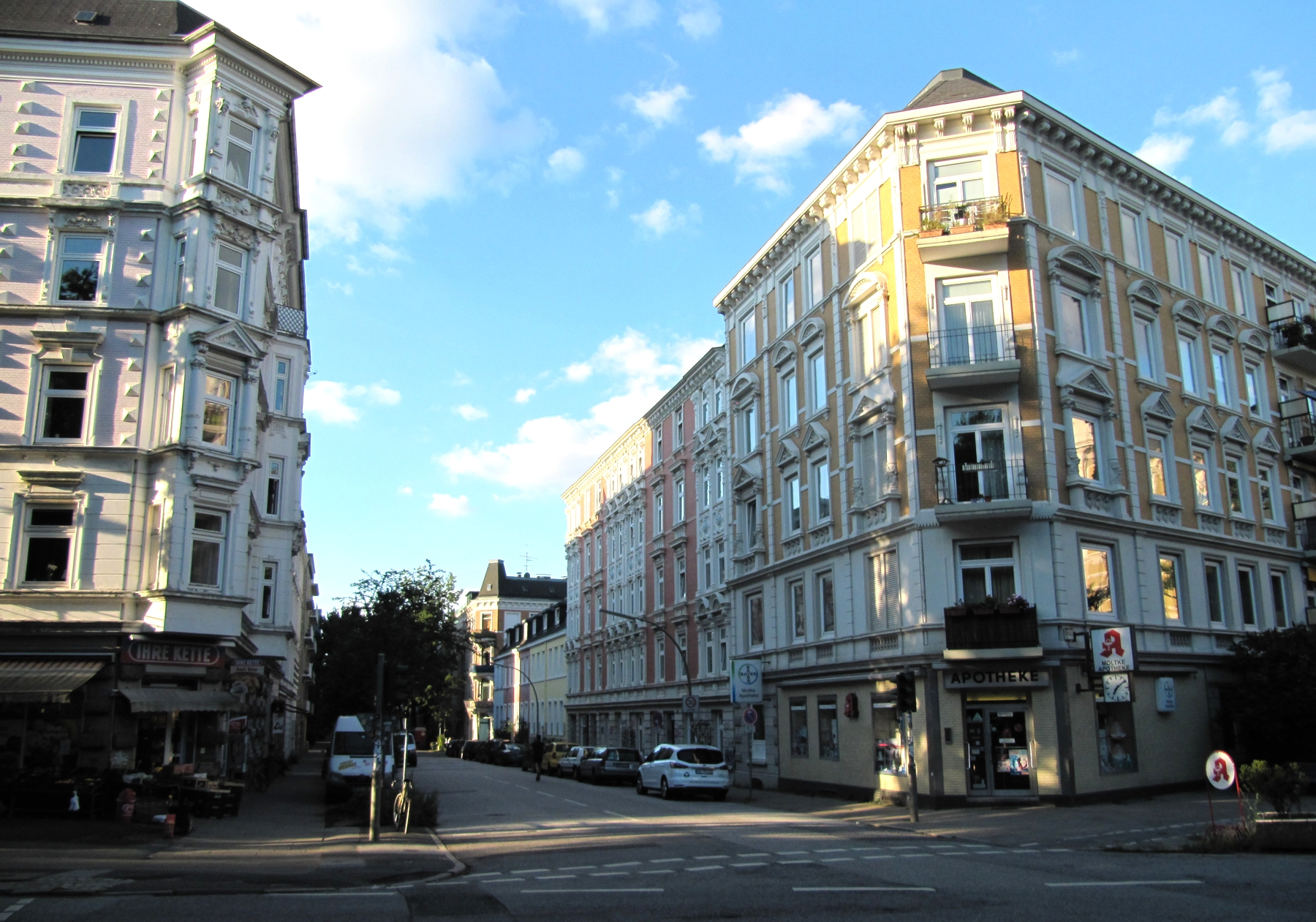
Typisches großflächiges Sackabfuhrgebiet mit dichtem, denkmalgeschützten Altbaubestand: Nördlicher Abschnitt der „Fischers Allee“ in Hamburg-Altona (2016)

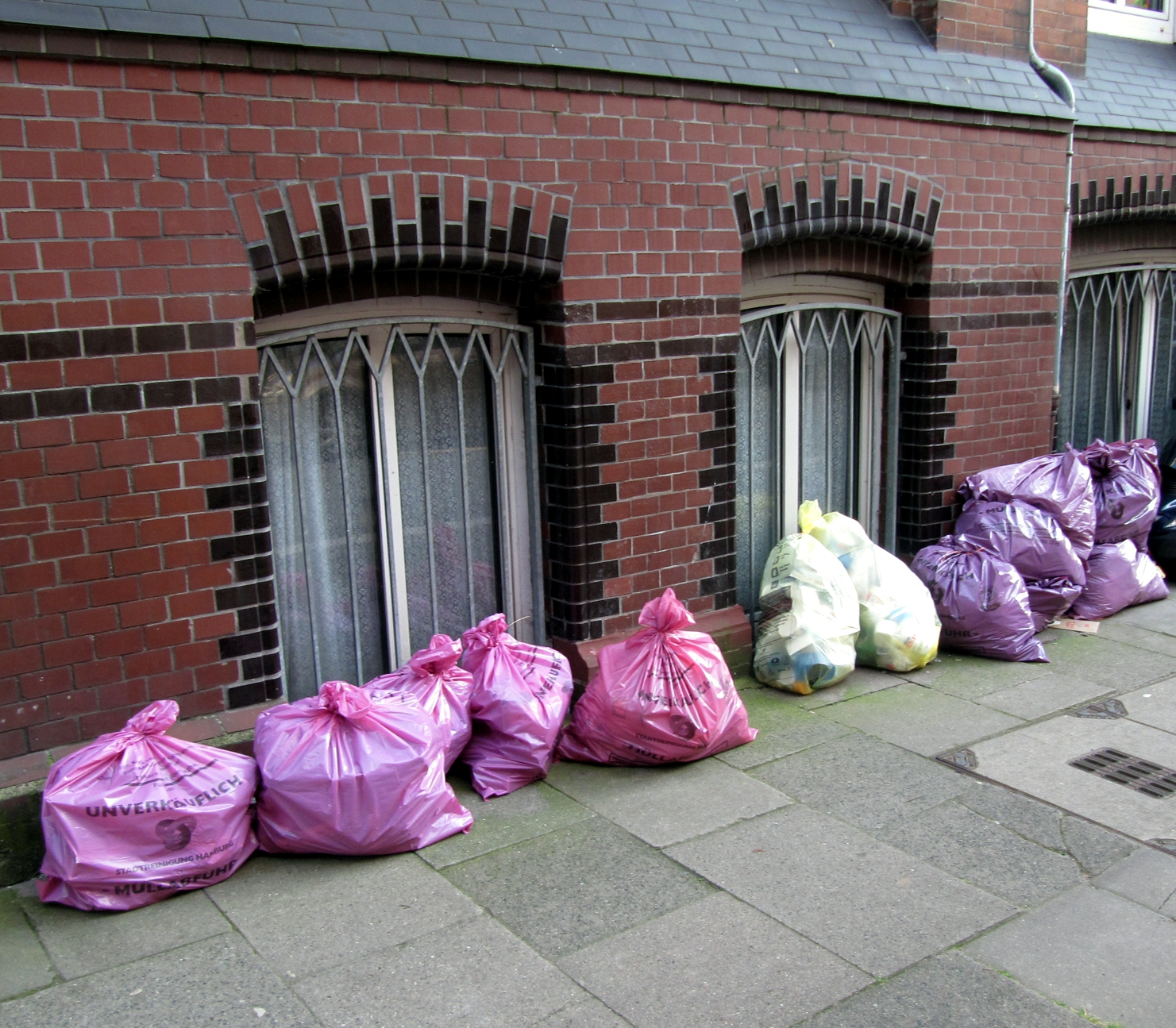
Straßenbild in Hamburg-Ottensen (2016)

Die Gründe für die Notwendigkeit einer Sackabfuhr sind hauptsächlich historischer Art: Während 1943 bei der „Operation Gomorrha“ der Hafen und manche Stadtteile östlich der Alster erheblich zerbombt wurden, blieben vor allem Stadtteile ohne oder mit wenig produzierendem Gewerbe verschont. Bedingt durch den Wohnungsmangel der Nachkriegszeit haben sich diese Wohngebäude teilweise unverändert bis in die Gegenwart erhalten, verfügen jedoch infolge der dichten Bebauung und Verkehrsführung nicht über entsprechende Außenflächen zur Aufstellung von Müllbehältern oder nur über Kellerstellplätze für Mülltonnen, die nicht mehr zeitgemäß bzw. unzumutbar für die Bewohner und Entsorger gleichermaßen sind, aber um 1900 Standard waren. Weil es sich zusätzlich mehrheitlich um inzwischen denkmalgeschützte Gebäude handelt, wäre ein Umbau mit einem entsprechenden Aufwand und hohen Kosten für die Wohnungsgesellschaften verbunden oder ist aufgrund der rechtlichen Rahmenbedingungen grundsätzlich unmöglich. Hinsichtlich des historischen Treppenviertels in Blankenese ist nach offizieller Einschätzung wegen der engen, langen Treppen und dichten Bebauung am Elbhang keine Alternative zur Sackabfuhr in Sicht (Stand: Mai 2001).
Sofern ein Haushalt nicht die Erfordernisse für die Aufstellung regulärer Mülltonnen aufweist, wird die Abfallentsorgung durch die Stadtreinigung Hamburg per Sack angeordnet. Die Sackabfuhr wird für 13.610 Haushalte in Hamburg durchgeführt (Stand: April 2014); im Januar 1998 waren es noch 19.315 Haushalte. Sie sind über fast alle 104 Stadtteile verteilt, konzentrieren sich aber in den Stadtteilen Altona-Altstadt, Altona-Nord, Blankenese, Eppendorf, Hoheluft-West, Neustadt, Ottensen, Rotherbaum, St. Georg, St. Pauli und Uhlenhorst. Die mit Abstand meisten Haushalte mit Sackabfuhr befinden sich im Stadtteil Eimsbüttel im gleichnamigen Bezirk mit mehr als 4.000 betroffenen Haushalten (Stand: April 2014).
Entsprechende Haushalte erhalten quartalsweise eine Rolle mit einer festgelegten Anzahl an rosafarbenen oder roten (bis 1999: grau-schwarzen), offiziell gekennzeichneten Müllsäcken, deren Gesamtfassungsvermögen denen von Mülltonnen anderer Haushalte entspricht (60 bzw. 120 Liter). Zusätzliche kostenlose Müllsäcke sind nicht erhältlich. Der anfallende Siedlungsmüll wird ungetrennt von den Bewohnern in die Säcke verbracht und selbige werden bei Erreichen der Füllgrenzenmarkierung verknotet (teilweise werden die Säcke mit roten Bastbändern als zusätzliche Verschlusshilfe ausgegeben). Die Säcke sollen erst kurz vor dem Abfuhrtag vor den Hauseingang oder, sofern in der Nähe vorhanden, direkt an den Straßenrand gestellt werden. Die Weitergabe dieser speziellen Müllsäcke an Dritte oder deren Verwendung an anderen Orten ist nicht gestattet. Für die Sackabfuhr fallen dieselben Gebühren an wie für die Tonnenabfuhr in Hamburg.

## Probleme und Alternativen

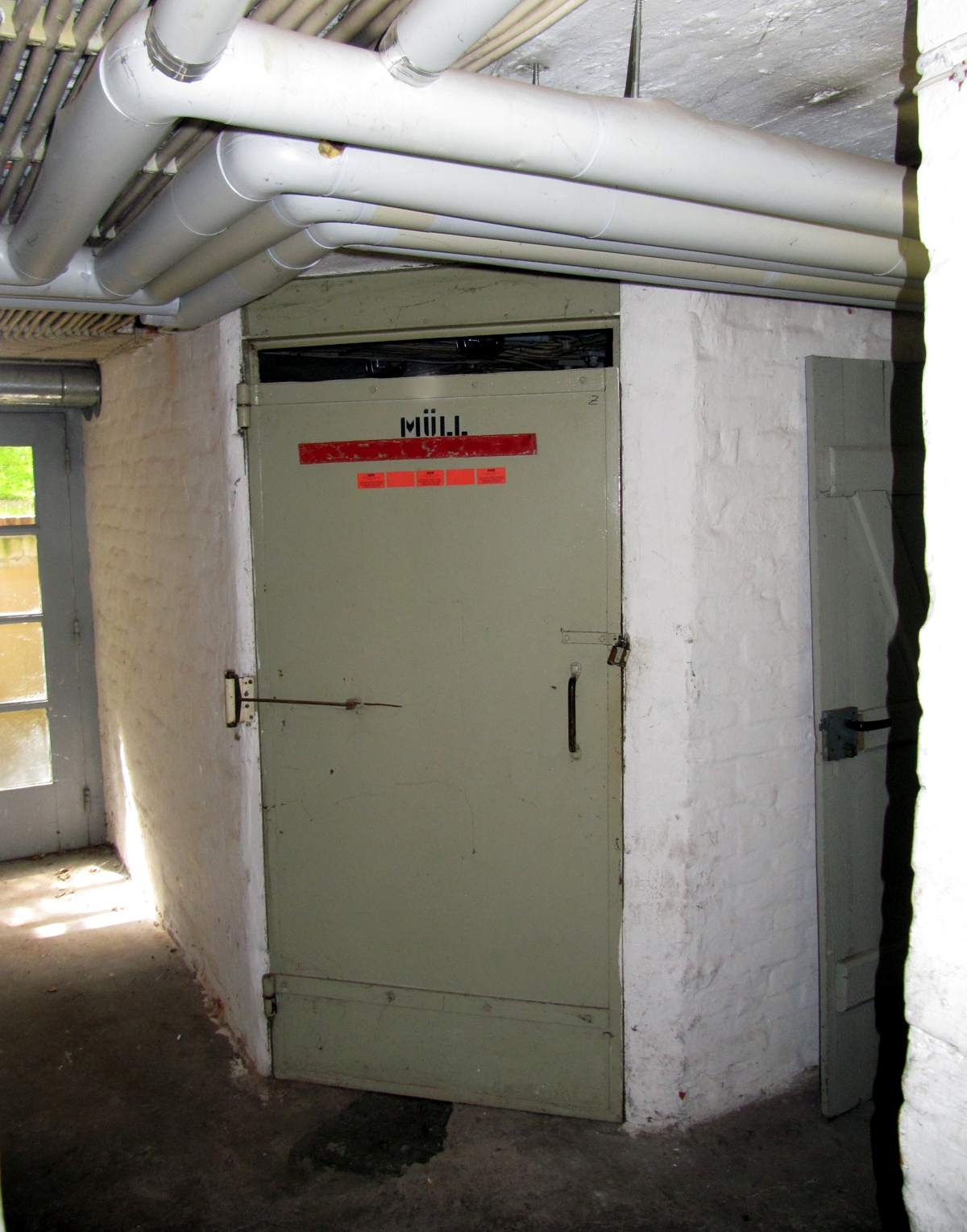
Sammelraum für die Sackabfuhr in einem Altbaukeller in Hamburg (2016)

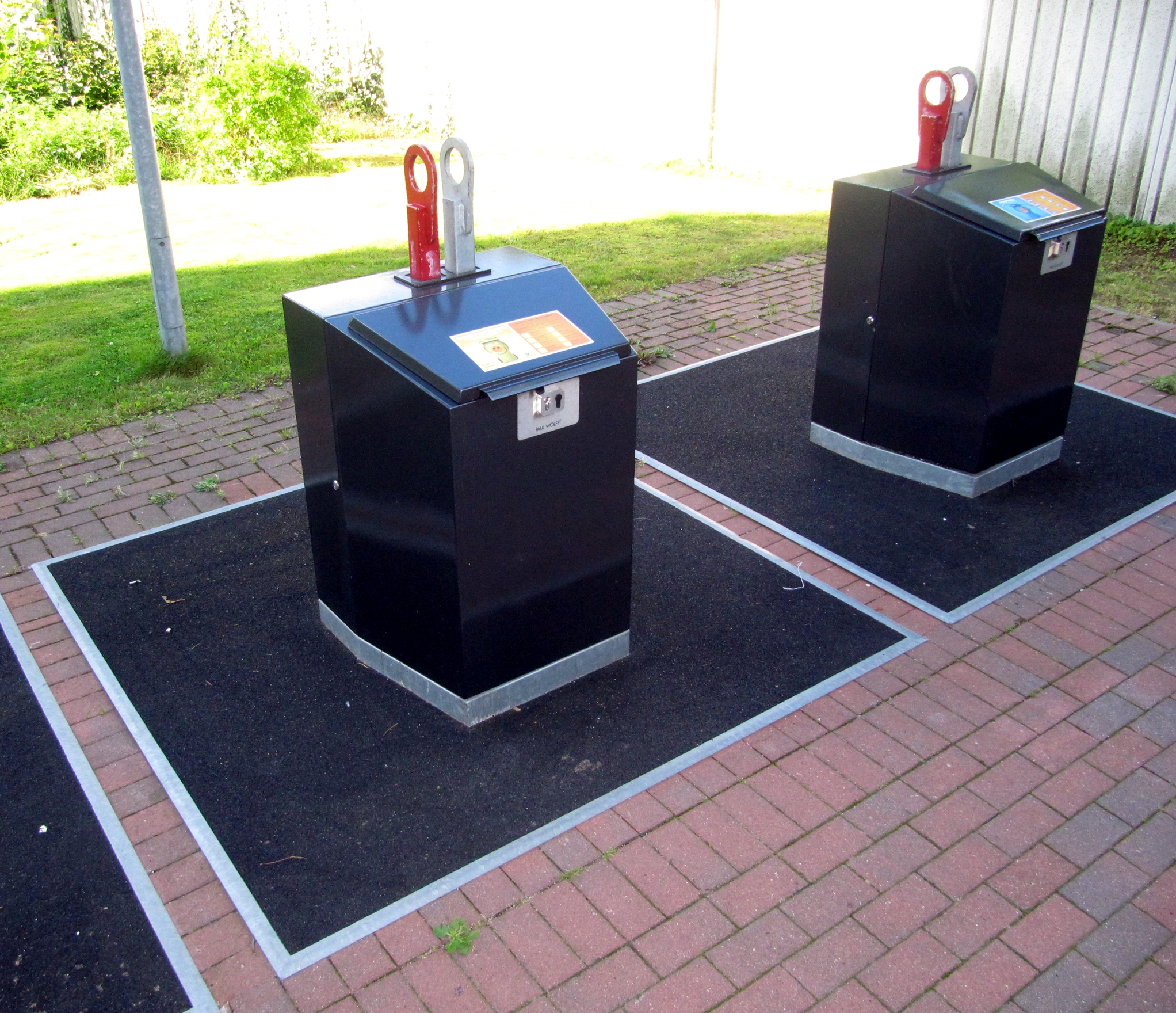
Unterflur-Müllcontainer in Hamburg-Billstedt (2016)

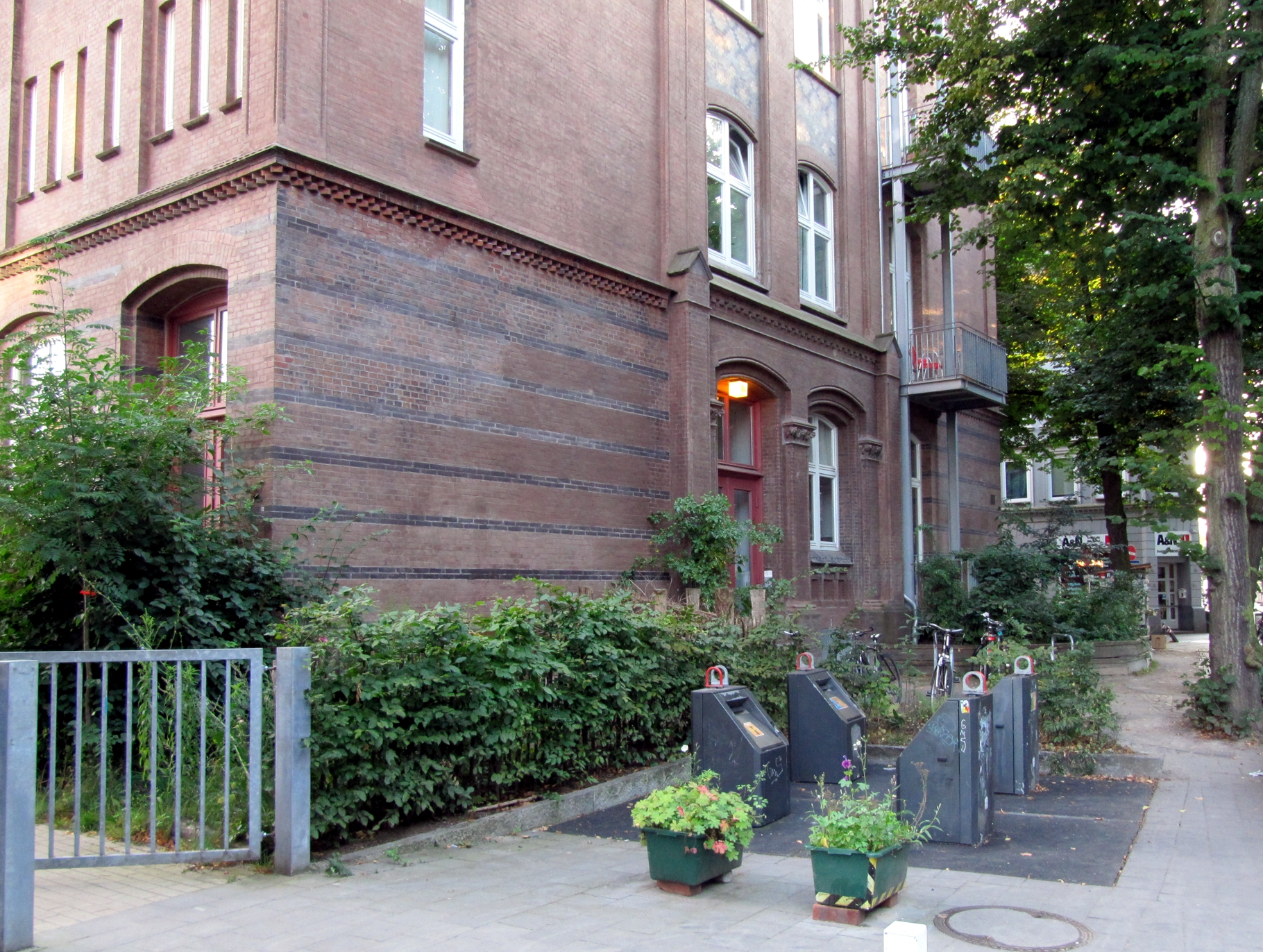
Chemnitzstraße in Hamburg-Altona: Unterflurbehälter haben die Sackabfuhr ersetzt (2016)

Die Sackabfuhr ist eine Form der Abfallentsorgung, die über Jahrzehnte ein Provisorium darstellt; das grundsätzliche Ziel besteht darin, alle Haushalte in Hamburg auf die reguläre Tonnenentsorgung umzustellen. Die Sackabfuhr erlaubt keine Mülltrennung in Altpapier, Bioabfall und Restmüll sowie häufig keine ergänzende Wertstoffsammlung. An der Straße stehende Müllsäcke können sich selbst entknoten oder werden von sonstigen Personen bzw. Tieren mutwillig aufgeschlitzt oder geöffnet, was dazu führt, dass der Hausmüll auf Gehwegen und Straßen liegt.
Der Senat stellte 2001 zudem in einer formalen Mitteilung an die Bürgerschaft fest, dass es sehr oft zu Beistellungen von Sperrmüll zu den Säcken kommt und außerdem Ansammlungen von Mülltüten auf der Straße die Tendenz haben, weiter anzuwachsen durch Drittmüll. Dies alles begünstigt das Aufkommen von Ratten und Ungeziefer sowie einer möglichen Geruchsbelästigung bzw. erschwert die Abholung durch die Stadtreinigung. Zudem ist es nicht im Interesse des Senats, in der Freien und Hansestadt Hamburg Hausmüll auf offener Straße oder eine Ansammlung von Müllsäcken zu haben, um das negative Image einer „unsauberen Stadt“ zu vermeiden.
Die Stadtreinigung Hamburg benennt als ein hauptsächliches Problem bei der Handhabung, dass die Bewohner der betroffenen Haushalte bereits direkt nach der Abholung wieder Säcke an den Straßenrand stellen, statt sie in der eigenen Wohnung oder im Keller bis kurz vor dem folgenden Abholtermin zu sammeln, wozu sie verpflichtet seien. In den meisten von der Sackabfuhr betroffenen Häusern existiert zwar ein separater Müllsammelraum, der jedoch entweder nicht dafür genutzt oder beispielsweise als Fahrradkeller zweckentfremdet werde. Durch ein solches Verhalten entstünde der unzutreffende Eindruck einer „permanenten Vermüllung“ in der Umgebung der betroffenen Häuser und die Wahrscheinlichkeit, dass im Freien liegende Müllsäcke geöffnet werden, sei dauerhaft hoch. Seit 2011 wird im Bereich der Reeperbahn bzw. auf dem Kiez bei den betroffenen Gebäuden die Sackabfuhr zusätzlich auch nachts durchgeführt, um die Folgen von Beistellungen und das Anhäufen von Drittmüll am Tage zu minimieren.
Eine Alternative zur Sackabfuhr könnten unterirdische Sammelbehälter sein (Unterflurbehälter), die jedoch teuer in der Anschaffung bzw. dem Einbau (Erdaushub, Kranarbeiten, Leitungsverlegungen, Prüfung der Tragfähigkeit des Untergrunds usw.) sind und zudem oft strukturell nicht verbaut werden können.
Der Senat benennt als Voraussetzungen für die Installation von Unterflurbehältern an potenziellen Standorten, dass dort der Anteil der Sackabfuhr für Restmüll möglichst hoch sein sollte, dass die Leitungsfreiheit im geplanten Bereich weitgehend gegeben sein muss, dass die Sicherheit und Leichtigkeit des Verkehrs (einschließlich Fahrrad- und Fußgängerverkehr) gewährleistet bleiben müssen, dass der Untergrund befestigt und für Traglasten von mindestens 26 Tonnen geeignet sein muss, dass keine Pkw-Parkplätze durch die Maßnahme verloren gehen, dass eine sichere Erreichbarkeit für die Kranfahrzeuge der Stadtreinigung bei der Müllabfuhr gewährleistet sein muss (maximal 8,5 m Entfernung und mindestens 8 m lichte Höhe im Bereich der Krantätigkeit) und dass Gebäudeöffnungen (Fenster und Türen) ausreichend entfernt liegen müssen. Standorte im Wurzelbereich von Bäumen sind grundsätzlich nicht zulässig. Nur wenn die oben genannten Kriterien vorliegen, erfolgt vor einer Eignungsabstimmung mit dem jeweils zuständigen Bezirksamt und der zuständigen Polizeiwache eine entsprechende Anfrage zum Einbau von Unterflurbehältern. In Hamburg gibt es 283 Unterflurbehälter, verteilt über das gesamte Stadtgebiet (außer auf der Nordseeinsel Neuwerk, die zum Bezirk Hamburg-Mitte gehört; Stand: April 2014).

## Öffentliche Debatte und parlamentarische Befassung
Das Thema wird immer wieder von den regionalen Medien aufgegriffen, teilweise mit der Wiederholung unwahrer Tatsachen wie beispielsweise der Behauptung eines Bußgeldes auf zu frühes Abstellen von Müllsäcken im Freien oder angeblichen Würfen von Säcken zur Sackabfuhr aus Fenstern von Wohngebäuden auf den Gehweg.
Die Sackabfuhr ist seit mehr als dreißig Jahren regelmäßig Gegenstand parlamentarischer Befassung und Debatten in der Hamburgischen Bürgerschaft, dem Landesparlament der Hansestadt. Zudem wird das Thema in den sieben Bezirksversammlungen (regionale Verwaltungsausschüsse, die nach parlamentarischen Prinzipien arbeiten) diskutiert.
| Legislaturperiode/ Drucksachennummer | Datum              | Urheber bzw. beteiligte Abgeordnete(-r) | Titel |
| ------------------------------------ | ------------------ | --- | --- |
| 12/265                               | 1. Juni 1987       | Senatsvorlage (Mitteilung an die Bürgerschaft) | Müllabfuhr und Recycling in Hamburg |
| 16/3                                 | 12. November 1997  | Ole von Beust (CDU) | Sackabfuhr in Hamburg (Plenardebatte) |
| 16/301                               | 16. Januar 1998    | Henning Tants (CDU) | Sackabfuhr in Hamburg (Müllabfuhr) |
| 16/6051                              | 15. Mai 2001       | Senatsvorlage (Mitteilung an die Bürgerschaft) | Verbesserung von Stadtpflege und Sauberkeit (Kapitel 3.1.2 „Reduzierung der Müllsackentsorgung“) |
| 17/2345                              | 4. März 2003       | Monika Schaal (SPD) | Sackabfuhr |
| 18/4990                              | 13. September 2006 | Alexander-Martin Sardina (CDU) | Sackabfuhr – Fragen zur Müllentsorgung in Hamburg (insbesondere im Bezirk Hamburg-Mitte bzw. dem Stadtteil Horn)                                                                                     |
| 19/7105                              | 26. August 2010    | Monika Schaal, Dorothee Stapelfeldt, Ole Thorben Buschhüter, Annegret Krischok, Michael Neumann, Ties Rabe und Carola Thimm (SPD) | Abfall- und Kreislaufwirtschaft in Hamburg |
| 19/47                                | 31. Dezember 2010  | Senatsvorlage (Verordnung) | Verordnung zur Verbesserung der Wertstofferfassung im Rahmen der öffentlichen Abfallentsorgung (Hamburgische Wertstoff-Verordnung)                                                                   |
| 20/5939                              | 22. November 2012  | Kurt Duwe (FDP) | Müllentsorgung in Hamburg |
| 20/8548                              | 28. Juni 2013      | Kurt Duwe (FDP) | Unterflurhausmüllbehälter |
| 20/11530                             | 22. April 2014     | Martin Bill und Stefanie von Berg (GAL) | Müllentsorgung – Rosa Säcke und Unterflurbehälter |
| 21/1860                              | 8. Oktober 2015    | Stephan Gamm (CDU) | Unterflursysteme und rosa Müllsäcke |
| 21/6913                              | 29. November 2016  | Monika Schaal, Ole Thorben Buschhüter, Andreas Dressel, Annegret Kerp-Esche, Gert Kekstadt, Anne Krischok, Gulfam Malik, Hauke Wagner (SPD) und Ulrike Sparr, Stefanie von Berg, Christiane Blömeke, Anna Gallina, Antje Möller, Anjes Tjarks (GAL) | Rosa Säcke weg von der Straße – Rein in Unterflurbehälter |
| 21/10673                             | 24. Oktober 2017   | Stephan Gamm (CDU) | Programm „Restmülltonnen verkleinern, Gebühren sparen“. Wird die Änderung der Abfallbehälternutzungsverordnung durch die neue Sauberkeitsgebühr gegenfinanziert? Unterflursysteme und rosa Müllsäcke |

## Sackabfuhr andernorts
- In den Gemeinden des früheren Landkreises Hannover (heute „Region Hannover“) gab es bisher eine Sackabfuhr. Für den Restmüll ändert der zuständige „Zweckverband Abfallwirtschaft“ der Region Hannover das System und stellt seit 2014 nach und nach auf Tonnenabfuhr um.[25] Jedoch hatten die Grundstückseigentümer die Möglichkeit, für ihr Grundstück die Beibehaltung der Sackabfuhr zu wählen.[26]
- In der Schweiz gibt es in vielen Gemeinden eine kostenpflichtige Sackabfuhr, die „Kehrichtabfuhr“ genannt wird. Spezielle Kehrichtsäcke mit bereits im Kaufpreis enthaltener volumenbezogener (17, 35, 60 oder 110 Liter) Sackgebühr sind obligatorisch.
- In einigen Orten im Süden von Deutschland, in der Nähe der Schweizer Grenze, wurde ebenfalls eine Sackgebühr eingeführt.[27][28]